# Préhistoire du cinéma
Pour plus de détails, voir Fiche technique et Distribution.
Préhistoire du cinéma est le titre d’un film documentaire belge d'Émile Degelin de 1959.

## Synopsis
Plusieurs pays revendiquent l’invention du cinématographe. La Belgique n’a pas cette prétention. Certains Belges pourtant ont joué un rôle assez important dans ce qu’on appelle la préhistoire du cinéma. Ce film de 18 minutes ne prétend pas d’être une histoire complète et technique de l’invention du cinéma. Il tente de situer l’œuvre accomplie par certains Belges comme Désiré van Monckhoven, Baeckelandt, Gevaert, Robertson (pseudonyme d'Étienne-Gaspard Robert), Joseph Plateau, dans les grandes étapes d’une évolution qui est brièvement esquissée de ses origines à nos jours, du premier objet en mouvement au film muet, film sonore, film en noir et blanc, couleur, écran large et cinémascope. Une musique électronique accompagne les différentes étapes du cinéma belge.

## Fiche technique
- Titre : Préhistoire du cinéma
- Réalisation : Émile Degelin
- Scénario : Émile Degelin et Bolen Francis
- Musique : Henri Pousseur
- Photographie : Paul De Fru, Frédéric Geilfus et Georges Lapeyronnie
- Montage :
- Pays :  Belgique
- Genre : Documentaire
- Durée : 20 minutes
- Dates de sortie : 
  -  France : 1959 (Festival de Cannes)
  -  Belgique : 26 mai 1960

## Récompense
- Ce film reçoit le Prix d'excellence du film documentaire au Festival du film à Anvers en 1960.